# Аббасов, Надир Худуш оглы
Надир Худуш оглы Аббасов (азерб. Nadir Xuduş oğlu Abbasov; род. 1925, Гянджа) — советский азербайджанский партийный деятель, Герой Социалистического Труда (1976).

## Биография
Родился в семье служащего 2 января 1925 года в городе Гянджа.
Окончил Азербайджанский сельскохозяйственный институт, позже окончил Высшую партийную школу при ЦК КП Азербайджанской ССР.
С 1944 по 1949 год служил в Советской Армии.
Начал трудовую деятельность в 1942 году. С 1950 года — секретарь райкома в Кировабадском горкоме ЛКСМ, позже завотделом обкома и первый секретарь Кировабадского горкома ЛКСМ Азербайджана. С 1956 года — секретарь парткома Кировабадского текстильного комбината. До 1961 года — секретарь парткома виноградарского совхоза имени Низами, завотделом Кировабадского горкома КП Азербайджана. С 1962 года — парторг Кедабекского, Касум-Исмайловского производственных управлений, инспектор ЦК КП Азербайджана и первый секретарь Агдамского райкома партии. С 1970 года — первым секретарь Сальянского райкома партии, с 1978 года — первый секретарь Агджабединского райкома партии.
Надир Аббасов проявил себя на работе опытным, требовательным к себе и окружающим руководителем. По предложению первого секретаря в районе были построены межколхозное объединение по откорму животных и комплекс по выращиванию детёнышей животных, организованы мероприятия по внедрению механизации и современных изобретений агротехников и зоотехников в сельское хозяйство. Под руководством Аббасова в 1976 году, первом году десятой пятилетки, трудящиеся Сальянского района выполнили годовой план по сбору зерна на 136 процентов, план по сбору хлопка — на 107 процентов, план по сбору винограда — на 109 процентов, перевыполнен план по получению животноводческой продукции.
Указом Президиума Верховного Совета СССР от 27 декабря 1976 года за выдающиеся успехи, достигнутые во Всесоюзном социалистическом соревновании, проявленную трудовую доблесть в выполнении планов и социалистических обязательств по увеличению производства и продажи государству зерна, хлопка, винограда, овощей и других сельскохозяйственных продуктов в 1976 году Аббасову Надиру Худуш оглы присвоено звание Героя Социалистического Труда со вручением ордена Ленина и золотой медали «Серп и Молот».
Активно участвовал в общественно-политической жизни страны. Депутат Верховного Совета Азербайджанской ССР 7-го, 8-го, 9-го и 10-го созывов. Член ЦК КП Азербайджана (1971—1990). Делегат XXIV и XXVI съездов КПСС.
C 2002 года — президентский пенсионер.